# Dimităr Argirov
Dimităr Argirov (in bulgaro Димитър Аргиров?; ...) è un cantante, compositore e produttore discografico bulgaro.
Leader del gruppo heavy metal italiano DIMMI ARGUS, è conosciuto nel suo paese d'origine come il primo cantante dello storico gruppo metal bulgaro Epizod, e anche per essere contemporaneamente un cantante di musica rock e musica folk bulgara. Dal 1993 vive e lavora in Italia. Dimităr Argirov è figlio di Ilija Argirov - noto cantante di folklore bulgaro, scomparso nel novembre del 2012.

## Discografia

### Musica popolare bulgara
- 2009 Dimităr Argirov - My Father's Songs - LP / Димитър Аргиров - "Песните на баща ми"
- 2015 Dimităr Argirov - Ajde, ajde mome Stojne - Singolo / Димитър Аргиров - "Айде, айде моме Стойне"
- 2016 Dimităr Argirov - Pesnite na našite deca - LP / Димитър Аргиров - "Песните на нашите деца"
- 2017 Dimităr Argirov - Pirinski Cvetja - LP / Димитър Аргиров - "Пирински цветя"
- 2017 Dimităr Argirov - Pirinski Cvetja - Concerto a Sofia DVD / Димитър Аргиров - "Пирински цветя - концерт в София"
- 2018 Dimităr Argirov - Koga si trăgnah - Singolo / Димитър Аргиров - "Кога си тръгнах"

### Con DIMMI ARGUS
- 2010 Black And White - EP
- 2012 Wish I Could – Singolo
- 2013 Bad Dream – LP
- 2014 Radio Edits - EP
- 2014 Devojko Mari Hubava - Singolo
- 2016 I Know Your Secrets (Single Edit) - Singolo
- 2018 Ne moga da se spra! - Singolo

### Partecipazioni
- 2009 Ilija Argirov - My Songs - LP / Илия Аргиров - "Моите песни" (musica popolare bulgara)
- 2014 Desi Dobreva & Dimităr Argirov - Petlite pejat - Singolo / Деси Добрева и Димитър Аргиров - "Петлите пеят" (musica popolare bulgara)
- 2018 Dimităr Argirov & Sonja Čakarova - Ajde, ajde mome Stojne - Singolo / Димитър Аргиров & Соня Чакърова - "Айде, айде моме Стойне" (musica popolare bulgara)

## Produttore
- 2009 Dimităr Argirov - My Father's Songs - LP / Димитър Аргиров - "Песните на баща ми"
- 2009 Ilija Argirov - My Songs - LP / Илия Аргиров - "Моите песни"
- 2010 Dimmi Argus - Black And White - EP
- 2012 Dimmi Argus - Wish I Could – Singolo (co-produttore)
- 2013 Dimmi Argus - Bad Dream – LP (co-produttore)
- 2014 Dimmi Argus - Radio Edits - EP
- 2014 Dimmi Argus - Devojko Mari Hubava - Singolo
- 2014 Desi Dobreva & Dimităr Argirov - Petlite Pejat - Singolo / Деси Добрева и Димитър Аргиров - "Петлите пеят"
- 2015 Dimităr Argirov - Ajde, ajde mome Stojne - Singolo
- 2016 Dimităr Argirov - Pesnite na našite deca - LP / Димитър Аргиров - "Песните на нашите деца"
- 2016 Dimmi Argus - I Know Your Secrets - Singolo
- 2017 Dimităr Argirov - Pirinski Cvetja- LP / Димитър Аргиров - "Пирински цветя"
- 2018 Dimităr Argirov - Koga si trăgnah Singolo / Димитър Аргиров - "Кога си тръгнах"
- 2018 Dimităr Argirov & Sonya Chakarova - Ajde, ajde mome Stojne - Singolo / Димитър Аргиров & Соня Чакърова - "Айде, айде моме Стойне" (musica popolare bulgara)
- 2018 Ne moga da se spra! - Singolo
- 2019 Prikazka za dajd ot svetlina – Singolo